# Sibratsgfäll
Sibratsgfäll – gmina w Austrii, w kraju związkowym Vorarlberg, w powiecie Bregencja. Liczy 391 mieszkańców (1 stycznia 2015).

## Współpraca
- Tholey, Niemcy